# Armin-Wolf-Arena
El Armin-Wolf-Arena es un estadio de béisbol ubicado en la localidad de Ratisbona, en el este del estado federado de Baviera al sureste de Alemania. Fue construido en 1996 y tiene una capacidad de 10 000 espectadores. Es sede de los partidos en casa del Buchbinder Legionäre Regensburg de la Bundesliga de béisbol y recibió la fase de clasificación alemana del Clásico Mundial de Béisbol de 2013.